# All Is Not Lost
«All is not lost» es una canción de la banda OK Go, parte de su tercer álbum Of the blue colour of the sky. El vídeo musical se lanzó en agosto de 2011, y muestra a la banda bailando junto a la compañía de danza Pilobolus. El videoclip fue lanzado como anuncio de Chrome, hecho en colaboración con Google, especialmente para HTML5 y Google Chrome. El video fue nominado para un premio Grammy de 2012 en la categoría de Mejor Vídeo Musical Corto.

## Vídeo musical
En el video musical, Pilobolus 7, una famosa compañía de danza e interpretación en colaboración con OK Go, se vistieron con trajes de espuma de mar verde. Todo el vídeo se realizó en la parte superior de una plataforma de acero, plástico, cristal y plexiglás con un proyector de captura de las imágenes en la parte de abajo. Todos los miembros empiezan a bailar, formando diferentes formas e incluso palabras.
El video musical fue encargado por Google Chrome como un experimento de Chrome para HTML 5, al igual que OK Go ha participado junto con Barrio Sésamo y otras compañías para hacer propaganda. La producción para el vídeo comenzó poco después del Tsunami en Japón. El equipo de Google Chrome, desde Japón, se conectó con OK Go para ayudar a las víctimas de la tragedia. El cantante de la banda, Damian Kulash, afirmó que «Esta canción es como una carta de amor a Japón».